# Steffen Peters
Steffen Peters (Wesel, 18 settembre 1964) è un cavaliere statunitense, medaglia di bronzo nel dressage a squadre a Rio de Janeiro 2016 con il cavallo Legolas.

## Palmarès
- Olimpiadi

Rio de Janeiro 2016:bronzo nel dressage a squadre.
- Campionati mondiali di dressage

Aachen 2006: bronzo nel dressage a squadre.
Kentucky 2010: bronzo nel dressage Special e Freestyle.
- Giochi panamericani

Guadalajara 2011: oro nel dressage individuale e a squadre.
Toronto 2015: oro nel dressage individuale e a squadre.